# Алюсил
Алюси́л (Alusil®) — це заевтектичний алюмінієвокремнієвий сплав, що містить близько 78% алюмінію і 17% кремнію (марка сплаву AlSi17Cu4Mg або A390). Цей сплав був розроблений у 1927 році компанією «Schweizer & Fehrenbach» з Баден-Бадена і у подальшому удосконалювався компанією «Kolbenschmidt», особливо у плані технологій його переробки та оброблення.
Зазвичай сплав використовувався для нанесення як покриття на стінки циліндрів, а згодом для лиття під низьким тиском блоків циліндрів двигунів внутрішнього згоряння.
Цей сплав і технологію його обробки було доведено до досконалості європейськими автовиробниками (Mercedes-Benz, BMW, Porsche, Audi) і у 1980— 90-х роках технологія була запроваджена на серійних моделях авто з використанням методу лиття під низьким тиском. Якщо глянути на шліф цього сплаву під мікроскопом, видно, що сплав не є однорідним: на фоні алюмінію видно темні острівці кремнію. Оброблене дзеркало такого циліндра своїми властивостями буде нагадувати хонінговане чавунне: моторна олива на ньому буде затримуватися, але не в борозенках від хона, а між виступаючими з алюмінію острівцями кристалів кремнію. Ці острівці, крім того, забезпечують необхідну твердість і створюють потрібну пару тертя «стінка блока — поршень». Тим не менше, чутливість таких блоків до перегрівання та якості мастильних матеріалів є високою — такі двигуни вимагають високої культури експлуатації й обслуговування, а їх температурним режимом повинна керувати електроніка.
Сплав знайшов застосування, наприклад, в автомобільних двигунах:
- Audi 2.4 V6[1]
- Audi 3.2 FSI V6[1]
- Audi 4.2 FSI V8[1]
- Audi 5.2 FSI V10[1]
- Audi/Volkswagen 6.0 W12
- BMW N52 I6
- BMW M60 V8
- BMW M62 V8
- BMW N62 V8
- BMW M70/M73 V12[6]
- Porsche 928 V8
- Porsche 924S I4
- Porsche 944 I4
- Porsche 968 I4
- Porsche Cayenne V8[7]